# Johns Hopkins Egyetem
A Johns Hopkins Egyetem (JHU) egy magánegyetem Baltimore-ban, az USA Maryland államában. Az egyetemnek kihelyezett oktatási központjai vannak Washingtonban, Olaszországban, Kínában és Szingapúrban is. Az intézmény névadója Johns Hopkins vasútmágnás, aki a végrendeletében hétmillió dollárt hagyományozott az egyetem és a hozzá tartozó kórház alapítására, amire 1876-ban került sor.  A Johns Hopkins Egyetem kiemelkedő kutatási tevékenységet folytat.

## Kampuszok
Fő kampuszok és részlegek:
- Homewood (Észak-közép-Baltimore )
  - School of Arts and Sciences (1876)
  - School of Education (1909)
  - School of Engineering (1913)
- Kelet-Baltimore (Medical Institutions Campus)
  - School of Nursing (1889)
  - School of Medicine (1893)
  - School of Public Health (1916)
- Baltimore központ
  - Peabody Institute (1857)
  - School of Business (2007)
- Washington D.C.
  - School of Advanced International Studies (1943)
- Laurel, (Baltimore és Washington között)
  - Applied Physics Laboratory (1942)

## Tagság
Az egyetem az alábbi szervezeteknek a tagja:
- Oak Ridge Associated Universities
- ORCID
- Digitális Könyvtárak Szövetsége
- Kutatókönyvtárak Szövetsége
- Consortium of Social Science Associations
- arXiv
- DataCite
- Association of American Universities
- Amerikai Főiskolák és Egyetemek Szövetsége
- Amerikai Oktatási Tanács
- Nemzeti Bölcsészettudományi Szövetség
- Open Education Network
- Higher Education Leadership Initiative for Open Scholarship
- Információhálózati Koalíció
- Kutatókönyvtárak Központja
- Scholarly Publishing and Academic Resources Coalition
- Coalition of Urban and Metropolitan Universities
- Council on Governmental Relations

## Leányszervezetek
Az egyetem alá az alábbi szervezetek tartoznak:
- Center for Africana Studies, Johns Hopkins University
- Center for a Livable Future, Johns Hopkins Bloomberg School of Public Health
- Johns Hopkins Aramco Healthcare
- Peninsula Regional Medical Center
- Johns Hopkins University Center for Communication Programs
- Human Language Technology Center of Excellence
- Peabody Institute
- Paul H. Nitze School of Advanced International Studies
- Hopkins–Nanjing Center
- The Johns Hopkins University SAIS Bologna Center
- Johns Hopkins University Press
- Johns Hopkins University Whiting School of Engineering
- Zanvyl Krieger School of Arts and Sciences
- Biblioteca della Johns Hopkins University. School of advanced international studies. Bologna Center

## Ingatlanok és szervezetek
Az egyetem az alábbi ingatlanok és szervezetek a tulajdonosa:
- Homewood Field
- WJHU
- Imagine
- Maxine F. Singer Research Building
- Evergreen Museum & Library

## Galéria
- A főépület kupolája
- Az Evergreen Múzeum és Könyvtár
- Az üzleti iskola épülete
- A Cosmology Large Angular Scale Surveyor
- A Homewood Múzeum
- A Peabody Intézmény

- Az egyetem kórháza, valamikor a 19. század végén
- 1974-es lacrosse-mérkőzés az egyetemen
- 1927-es amerikai futball-mérkőzés
- A Hopkins Hall 1885-ben